# Flowers in the Dirt
Flowers in the Dirt je osmé sólové studiové album Paula McCartneyho, vydané v roce 1989. Vydání alba doprovázelo turné The Paul McCartney World Tour.

## Seznam skladeb
| Strana 1 | Strana 1         | Strana 1 |
| Pořadí   | Název            | Délka    |
| -------- | ---------------- | -------- |
| 1.       | My Brave Face    | 3:18     |
| 2.       | Rough Ride       | 4:43     |
| 3.       | You Want Her Too | 3:11     |
| 4.       | Distractions     | 4:38     |
| 5.       | We Got Married   | 4:57     |
| 6.       | Put It There     | 2:07     |

| Strana 2 | Strana 2               | Strana 2 |
| Pořadí   | Název                  | Délka    |
| -------- | ---------------------- | -------- |
| 7.       | Figure of Eight        | 3:25     |
| 8.       | This One               | 4:10     |
| 9.       | Don't Be Careless Love | 3:18     |
| 10.      | That Day Is Done       | 4:19     |
| 11.      | How Many People        | 4:14     |
| 12.      | Motor of Love          | 6:18     |

## Obsazení
- Paul McCartney – zpěv, akustická kytara, elektrická kytara, baskytara, dvanáctistrunná kytara, mexická kytara, klavír, syntezátory, bicí, tamburína, perkuse, celeste, sitár, harmonium, doprovodný zpěv, mellotron, bonga, housle, klávesy, tleskání
- Linda McCartney – minimoog, doprovodný zpěv, tleskání
- Robbie McIntosh – akustická kytara, elektrická kytara
- Hamish Stuart – elektrická kytara, akustická kytara, baskytara, perkuse, doprovodný zpěv
- Chris Whitten – bicí, perkuse, tleskání, syntezátorové bicí
- Paul „Wix“ Wickens – klávesy
- Elvis Costello – klávesy, zpěv, doprovodný zpěv
- David Gilmour – kytara
- David Foster – klávesy
- Dave Mattacks – bicí
- Guy Barker – trubka
- Steve Lipson – baskytara, programming, elektrická kytara, klávesy
- Peter Henderson – programming
- Trevor Horn – klávesy, tleskání
- Nicky Hopkins – klavír
- Mitchell Froom – klávesy
- David Rhodes – e-bow kytara
- Judd Lander – harmonika
- Chris Davis – saxofon
- Chris White – saxofon
- Dave Bishop – saxofon
- John Taylor – kornet
- Tony Goddard – kornet
- Ian Peters – euforium
- Ian Harper – tenor horn
- Jab Bunny
- Eddie Klien – programming